# Pareuplexia dissimulans
Pareuplexia dissimulans är en fjärilsart som beskrevs av W. Warren 1911. Pareuplexia dissimulans ingår i släktet Pareuplexia och familjen nattflyn. Inga underarter finns listade i Catalogue of Life.